# Distretto di Nivala-Haapajärvi
Il distretto di Nivala-Haapajärvi è un distretto della Finlandia. Si trova nella ex provincia di Oulu e fa parte della regione del Ostrobotnia Settentrionale. Conta cinque comuni e il numero di classificazione LAU 1 (NUTS 4) è 176.
Il 31 maggio 2011, la popolazione del distretto era di 30.499 abitanti e l'area di 3.990 km², con quindi una densità di 7,64 ab./km².

## Entità
- Haapajärvi (Città)
- Kärsämäki (Comune)
- Nivala (Città)
- Pyhäjärvi (Città)
- Reisjärvi (Comune)